# Tours Oko
Pour les articles homonymes, voir Oko.
Les tours Oko (russe : башни «ОКО») sont un complexe de deux gratte-ciels situé dans le quartier d'affaires de Moskva-City, à Moscou, en Russie. Avec une hauteur de 353,6 mètres et 85 étages, il s'agit de la seconde plus haute tour achevée d'Europe. Elle abrite 400 appartements et 160 chambres d'hôtel. L'immeuble a été conçu et réalisé par la société américaine Skidmore, Owings and Merrill. 